# Lei de Yerkes-Dodson

Dados originais dos quais a lei de Yerkes-Dodson foi derivada

Lei original de Yerkes-Dodson

Versão hebbiana da lei de Yerkes-Dodson (esta versão deixa de fora que a hiper-excitação não afeta negativamente tarefas simples). Esta versão é a mais comum e frequentemente citada incorretamente nos livros didáticos.

A lei de Yerkes-Dodson é uma relação empírica entre excitação e desempenho, originalmente desenvolvida pelos psicólogos Robert M. Yerkes e John Dillingham Dodson em 1908. A lei determina que o desempenho aumenta com a excitação fisiológica ou mental, mas apenas até certo ponto. Quando os níveis de excitação se tornam muito altos, o desempenho diminui. O processo é frequentemente ilustrado graficamente como uma curva em forma de sino que aumenta e depois diminui com níveis mais altos de excitação. 

## Níveis de excitação
Pesquisas descobriram que tarefas diferentes exigem níveis diferentes de excitação para um desempenho ideal. Por exemplo, tarefas difíceis ou intelectualmente exigentes podem exigir um nível mais baixo de excitação (para facilitar a concentração), enquanto tarefas que exigem resistência ou persistência podem ser realizadas melhor com níveis mais altos de excitação (para aumentar a motivação). 
Devido a diferenças de tarefas, o formato da curva pode ser altamente variável. Para tarefas simples ou bem aprendidas, o relacionamento é monotônico e o desempenho melhora à medida que a excitação aumenta. Para tarefas complexas, desconhecidas ou difíceis, a relação entre excitação e desempenho reverte após um ponto, e o desempenho subsequente diminui à medida que a excitação aumenta. 
O efeito da dificuldade da tarefa levou à hipótese de que a Lei de Yerkes-Dodson pode ser decomposta em dois fatores distintos, como na curva da banheira. A parte ascendente do U invertido pode ser pensada como o efeito energético da excitação. A parte descendente é causada por efeitos negativos da excitação (ou estresse) nos processos cognitivos, como atenção (por exemplo, "visão em túnel"), memória e resolução de problemas. 
Houve pesquisas indicando que a correlação sugerida por Yerkes e Dodson existe (como a de Broadhurst (1959), Duffy (1957), e Anderson (1988)), mas uma causa da correlação ainda não foi estabelecida com sucesso (Anderson, Revelle e Lynch, 1989).

## Relação com glicocorticóides
Uma revisão de 2007 dos efeitos dos hormônios do estresse (glicocorticóides, GC) e da cognição humana revelou que o desempenho da memória em contraste com os níveis circulantes de glicocorticóides manifesta uma curva em forma de U invertido e os autores observaram a semelhança com a curva de Yerkes-Dodson. Por exemplo, a potenciação de longa duração (LTP) (o processo de formação de memórias a longo prazo) é ideal quando os níveis de glicocorticóides são moderadamente elevados, enquanto diminuições significativas de LTP são observadas após adrenalectomia (baixo estado de GC) ou após administração exógena de glicocorticoide (alto estado de GC).
Essa revisão também revelou que, para que uma situação induza uma resposta ao estresse, ela deve ser interpretada como uma ou mais das seguintes: 
- romance
- imprevisível
- não controlável pelo indivíduo
- uma ameaça social avaliativa (avaliação social negativa possivelmente levando à rejeição social).

Também foi demonstrado que níveis elevados de glicocorticóides melhoram a memória para eventos que despertam emocionalmente, mas levam mais frequentemente à falta de memória para material não relacionado à fonte de estresse/excitação emocional.

## 30em
1. ↑  «The relation of strength of stimulus to rapidity of habit-formation». Journal of Comparative Neurology and Psychology. 18: 459–482. 1908. doi:10.1002/cne.920180503 Verifique o valor de |display-authors=Yerkes RM, Dodson JD (ajuda)
2. ↑  Diamond. «The Temporal Dynamics Model of Emotional Memory Processing: A Synthesis on the Neurobiological Basis of Stress-Induced Amnesia, Flashbulb and Traumatic Memories, and the Yerkes–Dodson Law». Neural Plasticity. 2007. 60803 páginas. PMC 1906714. PMID 17641736. doi:10.1155/2007/60803
3. ↑  Broadhurst. «Emotionality and the Yerkes–Dodson Law». Journal of Experimental Psychology. 54: 345–352. PMID 13481281. doi:10.1037/h0049114
4. ↑  Duffy. «The psychological significance of the concept of "arousal" or "activation"». Psychological Review. 64: 265–275. doi:10.1037/h0048837
5. ↑  «Caffeine, impulsivity, and memory scanning: A comparison of two explanations for the Yerkes–Dodson Effect». Motivation and Emotion. 13: 1–20. doi:10.1007/bf00995541
6. ↑  «Caffeine, impulsivity, and memory scanning: A comparison of two explanations for the Yerkes–Dodson Effect». Motivation and Emotion. 13: 1–20. 1989. doi:10.1007/bf00995541 Verifique o valor de |display-authors=Anderson KJ, Revelle W, Lynch MJ (ajuda)
7. 1 2  «The effects of stress and stress hormones on human cognition: Implications for the field of brain and cognition». Brain and Cognition. 65: 209–237. 2007. CiteSeerX 10.1.1.459.1378. PMID 17466428. doi:10.1016/j.bandc.2007.02.007 Verifique o valor de |display-authors=Lupien SJ, Maheu F, Tu M, Fiocco A, Schramek TE (ajuda)